# Aciphylla aurea
Aciphylla aurea é uma espécie de Aciphylla, comummente conhecida como speargrass-de-ouro ou espanhol-de-ouro. Plantas individuais podem alcançar os 100 cm de altura, e consistem em folhas afiadas e ponte-agudas com um tom amarelado e verde. A A. aurea pode ser encontrada em toda a Ilha Sul da Nova Zelândia, normalmente em zonas montanhosas, mas também em altitudes mais baixas. É encontrada em altitudes entre os 300 e os 1500 metros.